# Menorchin (cal)
Calul menorchin (catalană: Menorquí, spaniolă. Menorquín), oficial cal de rasă pură menorchină (Caballo de Pura Raza Menorquina, scurt PRM),  este o rasă de cai iberici originar din insula spaniolă Menorca.

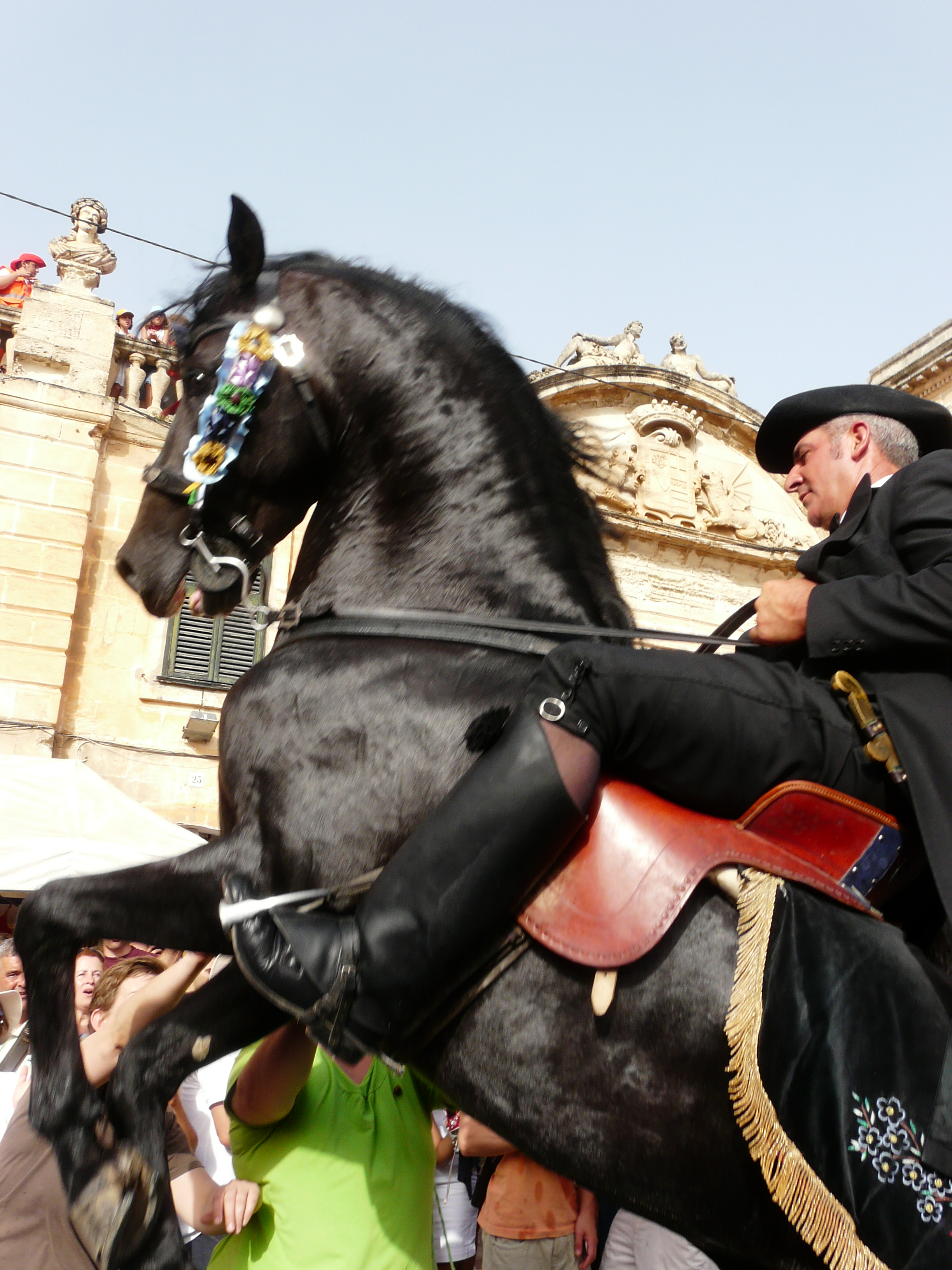
Menorchin executând elevadă/pesadă la sărbătoare

## Exterior
Această rasă de cai se potrivește în mod deosebit ca animal de dresaj, din cauza agilității sale.Este puternic și energic, zvelt și totodată musculos, adecvat pentru orice tip de călărie.
Iese în evidență prin faptul că poate să meargă doar pe două picioare (vezi pesadă și curbetă). 
De-a lungul istoriei, menorchinii au fost călăriți de soldați patrulând țărmurile insulei pe traseul defensiv Camí de Cavalls, ridicându-se pe picioarele din spate, astfel soldații beneficiind de o vedere superioară asupra oricăror pericole venind dinspre mare. 
Acest exercițiu a dus la o trăsătură genetică, o predispoziție pentru curbetă. Calul se mișcă înainte pe picioarele din spate pe o distanță de până la 40 m! Sub călăreții fără experiență tinde automat spre această mișcare, fără să îi fie cerută de călăreț. 
Această caracteristică este motivul pentru care menorchinul este utilizat la spectacole și sărbători în insula Menorca, fiind un element central al acestor evenimente și un simbol turistic pentru insulă.

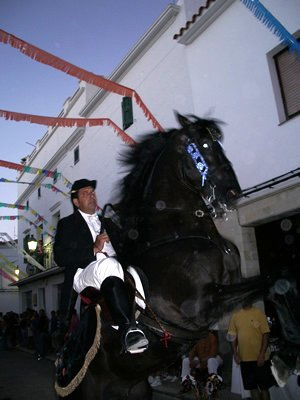
Menorchin la sărbătoarea Jaleo